# Ming av Liu Song
Ming av Liu Song, född 439, död 472, var en kinesisk monark. Han var kejsare av Liu Song mellan 466 och 472. 